# Harford (South Hams)
Harford – wieś i civil parish w Anglii, w Devon, w dystrykcie South Hams. W 2001 civil parish liczyła 77 mieszkańców. Harford jest wspomniana w Domesday Book (1086) jako Hereford/Hereforda.